# Aryna Šarapa
Aryna Šarapa (in bielorusso Арына Шарапа?; in russo Арина Шарапа?; tr. en.: Arina Charopa; Minsk, 18 ottobre 1995) è un'ex ginnasta bielorussa.

## Palmarès
| Anno | Manifestazione            | Sede      | Evento                      | Risultato | Prestazione | Note |
| ---- | ------------------------- | --------- | --------------------------- | --------- | ----------- | ---- |
| 2010 | Giochi olimpici giovanili | Singapore | Concorso completo           | Argento   | 100.400     |      |
| 2010 | Europei juniores          | Brema     | Corda                       | Argento   | 25.300      |      |
| 2010 | Europei juniores          | Brema     | Clavette                    | Argento   | 25.350      |      |
| 2013 | Europei                   | Vienna    | Squadre                     | Bronzo    | 138.115     |      |
| 2014 | Mondiali                  | Smirne    | Concorso completo a squadre | Argento   | 136.073     |      |
| 2015 | Mondiali                  | Stoccarda | Concorso completo a squadre | Argento   | 141.314     |      |

## Altri premi
2012
- Argento nel concorso completo e nel cerchio al Grand Prix Final ( Brno)